# Sarah Mirk
Sarah Mirk est une autrice, journaliste et éditrice à The Nib, basée à Portland (Oregon), aux États-Unis.

## Formation
Sarah Mirk a étudié au Grinnell College et a obtenu son diplôme en 2008.

## Carrière
Sarah Mirk a travaillé pour le journal Portland Mercury de 2008 à 2013. Elle a également écrit pour le journal Bitch Media.
Depuis 2017, elle est éditrice pour The Nib, qui publie des bandes-dessinées journalistiques.
En 2019, elle entreprend de créer un zine par jour, et compile ensuite cent d'entre eux dans un livre auto-publié, Year of Zines (2020). Elle met ses zines gratuitement à la disposition de « tout le monde, en particulier les enseignants et les éducateurs ».
Guantanamo Voices, un recueil de témoignages sur la prison de Guantanamo qu'elle a dirigé, est inclus dans la liste des meilleurs romans graphiques de 2020 du New York Times.

## Œuvres

### Articles
- Mirk, « Open Source Feminism: An Intervention with Wikipedia », NTEN: The Nonprofit Technology Enterprise Network, 26 mars 2014

### Livres
- Oregon History Comics (Know Your City, 2012). Courtes bandes dessinées sur l'histoire de l'Oregon. Disponibles gratuitement pour des usages non-commerciaux sur le site officiel de Sarah Mirk[10].
- Sex from Scratch: Making Your Own Relationship Rules (Microcosm, 2014)
- Open Earth (Limerence Press, 2018). Une bande-dessinée de science-fiction queer qui traite du polyamour. Art de Eva Cabrera (illustration) et Claudia Aguirre (couleur)[11].
- Guantanamo Voices: True Accounts from the World’s Most Infamous Prison (Abrams, 2020). Anthologie d'histoires dessinées de non-fiction autour de la prison de Guantanamo[4],[12],[13],[14],[15],[16],[17].
- Year of Zines (auto-édité, 2020). Recueil de 100 zines créés par Sarah Mirk en 2019 et 2020.